# Rezerwat przyrody Wyspa na jeziorze Bierzwnik
Rezerwat przyrody „Wyspa na jeziorze Bierzwnik” – leśny rezerwat przyrody w województwie zachodniopomorskim, w powiecie choszczeńskim, w gminie Bierzwnik, 2 km na zachód-południowy zachód od stacji kolejowej Bierzwnik na linii Poznań-Szczecin. 
Został utworzony zarządzeniem Ministra Leśnictwa i Przemysłu Drzewnego z dnia 21 lipca 1977 w celu „zachowania stanowiska kłoci wiechowatej oraz starodrzewu sosnowo-dębowego”. Zajmuje powierzchnię 1,10 ha (akt powołujący podawał 1,13 ha). Obecnie za cel ochrony podaje się: „zachowanie zróżnicowania biologicznego i swoistego składu flory i fauny dla brzegów wyspy na jeziorze skąpożywnym oraz wykształconego na wyspie ekosystemu leśnego, w tym w szczególności zachowanie stanowiska kłoci wiechowatej Cladium mariscus, starodrzewu zgodnego z warunkami siedliskowymi, gniazdujących na wyspie ptaków drapieżnych oraz innych gatunków rzadko spotykanych roślin, grzybów i zwierząt”.
Obszar chroniony obejmuje całą wyspę na jeziorze Bierzwnik. Z ciekawszych gatunków roślin naczyniowych występują tu: rutewka orlikolistna, koniczyna dwukłosowa, przylaszczka, konwalia majowa, ciemiężyk białokwiatowy. Wyspa jest ostoją takich gatunków zwierząt jak: rybołów, gągoł, perkoz dwuczuby czy bobry.
Rezerwat „Wyspa na jeziorze Bierzwnik” znajduje się w granicach Obszaru Chronionego Krajobrazu „F” (Bierzwnik) oraz dwóch obszarów sieci Natura 2000: siedliskowego „Lasy Bierzwnickie” PLH320044 i ptasiego „Lasy Puszczy nad Drawą” PLB320016.
Rezerwat znajduje się na terenie Nadleśnictwa Bierzwnik. Nadzór sprawuje Regionalny Konserwator Przyrody w Szczecinie. Na mocy obowiązującego planu ochrony ustanowionego w 2006 roku, obszar rezerwatu objęty jest ochroną czynną.
Wschodnim brzegiem jeziora Bierzwnik prowadzi znakowany niebieski szlak turystyczny z Rębusza do Dobiegniewa.